# Mühlsdorf (Kraftsdorf)
Mühlsdorf ist ein Ortsteil von Kraftsdorf im Landkreis Greiz in Thüringen.

## Geografie
Es liegt etwa 293 Meter über NN auf einer Buntsandsteinhochfläche zwischen dem Erlbach- und Schafbachtal acht Kilometer von Gera entfernt. Die Flur des Ortsteils befindet sich hauptsächlich südlich der Bundesautobahn 4 in stark kupiertem Gelände. Die Landesstraße 1070 verläuft im Tal von Gera Richtung Hermsdorf.

## Geschichte
Mühlsdorf ist ein Straßendorf slawischen Ursprungs. Es wurde 1330 erstmals urkundlich erwähnt. Die Kirche des Ortsteils wurde 1650 erbaut. Von 1701 bis 1952 gingen die Kinder im Dorf zur Schule. Am 1. Juli 1950 fand die Eingemeindung nach Töppeln und am 5. März 1956 nach Kraftsdorf statt. Heute wohnen 345 Personen im Ort.

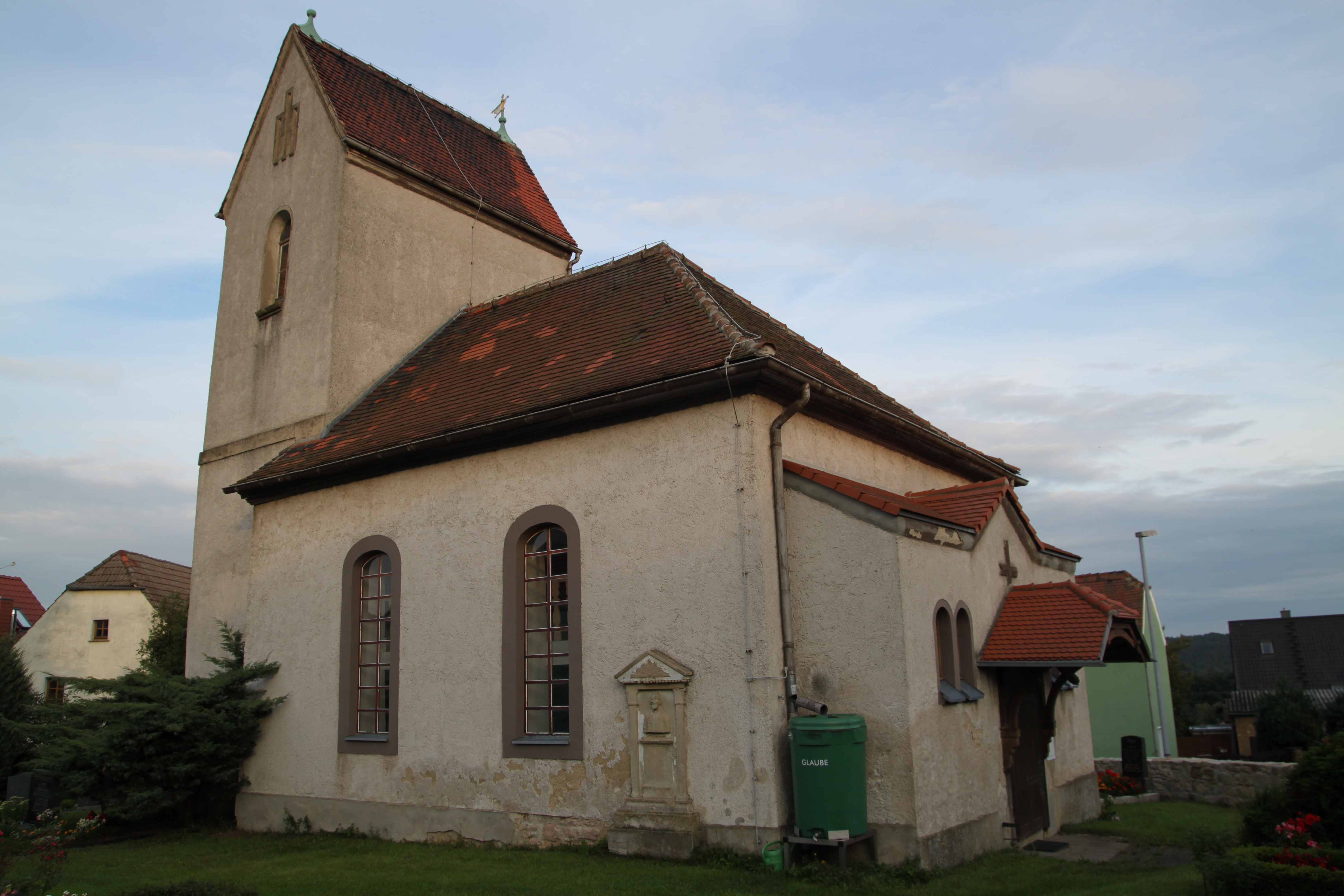
Mühlsdorf, Dorfkirche

### Rittergut Mühlsdorf
Das Rittergut Mühlsdorf war ein Rittergut. Mit dem Besitz des Rittergutes verbunden war die Patrimonialgerichtsbarkeit in Form der Erbgerichtsbarkeit über Ort und Flur Mühlsdorf. Die niedere Gerichtsbarkeit wurde zum 1. Januar 1855 aufgehoben.
Das Rittergut Mühlsdorf und das Rittergut Pörsdorf entstanden 1672 durch Erbteilung des Ritterguts Töppeln. Die Rittergüter Pörsdorf und Mühlsdorf waren nun im Eigentum unterschiedlicher Angehöriger der Familie von Ende. Seit 1706 waren beide Güter im Besitz des gleichen Eigentümers. Dies war zunächst die Familie von Ende, seit 1757 Senft von Pilsach, seit 1804 von Flanz und seit 1821 Kretschmar.